# Église Saint-André de Banyuls-dels-Aspres
L'église Saint-André de Banyuls-des-Aspres est l'église paroissiale de la ville de Banyuls-dels-Aspres (Pyrénées-Orientales).

## Histoire
La paroisse de Saint-André est mentionnée dès 1091. L'ancien édifice, de style roman, était situé dans la vieille ville (l'actuel quartier Saint-André).
La nouvelle église de Saint-André est construite entre 1424 et 1427 à l'initiative de Jehan II de Banyuls qui la confie dès 1428 aux moines de Fontclara, leur monastère ayant été emporté par une crue du Tech consécutive au tremblement de terre de Catalogne le 2 février 1428. C'est une église gothique fortifiée, flanquée d'un clocher-tour quadrangulaire. Son mobilier est constitué de quelques statues des XVIIe et XVIIIe siècles, notamment un Christ.